# Pompeo Campana
Pompeo Campana (Foligno, 9 settembre 1679 – Foligno, 9 gennaio 1743) è stato un tipografo italiano.

## Storia editoriale
Cresciuto alla bottega del cognato Niccolò  Campitelli, dopo aver sperimentato per breve tempo una società con il libraio-tipografo Francesco Antonelli, apre a Foligno nei primi anni del Settecento un suo laboratorio e nel 1708 viene nominato "stampator pubblico".
Dopo la sua morte, l'attività tipografica prosegue con la figlia Maria affiancata inizialmente dal marito Andrea Sgariglia; alla morte del marito, l’officina sarà diretta dalla sola Maria che assumerà Giovanni Tomassini da Pesaro, futuro marito della figlia Rosa Sgariglia e titolare, di lì a qualche anno, di un proprio laboratorio tipografico. Dopo la morte di Maria, il marchio di famiglia è utilizzato per qualche anno da Ottavio Sgariglia.

## Produzione
Si devono alla tipografia di Pompeo Campana la stampa degli "Avvisi" (poi "Gazzetta universale" successivamente stampata da Giovanni Tomassini), di almanacchi e lunari (dall’Apocatastasi celeste di Francesco Moneti, al Barbanera), di opere di  Metastasio e  Frezzi.